# Urechești (Vrancea)
Urecheşti é uma comuna romena localizada no distrito de Vrancea, na região de Moldávia. A comuna possui uma área de 17.62 km² e sua população era de 2591 habitantes segundo o censo de 2007.